# 일 디보 (영화)
일 디보(Il Divo)는 프랑스에서 제작된 파올로 소렌티노 감독의 2008년 드라마 영화이다. 토니 세르빌로 등이 주연으로 출연하였고 프란세스카 치마 등이 제작에 참여하였다.

## 출연

### 주연
- 토니 세르빌로
- 안나 보나이토

### 조연
- 줄리오 보세티
- 플라비오 부치
- 카를로 부시로시
- 조르지오 콜란젤리
- 알베르토 크라코
- 피에라 데글리 에스포스티
- 로렌조 지오엘리
- 파올로 그라지오시
- 지안펠리스 임파라토
- 마시모 팝폴리지오
- 알도 랄리
- 지오바니 베토라조
- 누오트 아르쿠인트
- 지오바니 비사카
- 아킬 브러그니니
- 시모네 카렐라
- 도메니코 센타모어
- 움베르토 콘타렐로
- 파올로 드 조르지오
- 마시모 프란체쉬
- 도메니코 제나로
- 마누엘라 라마나
- 알바로 피카디
- 길다 포스티글리온
- 로렌조 벤타볼리
- 화니 아르당
- 베페 그릴로
- 크리스티나 세라피니

## 제작진
- 프로듀서: 치아라 코르다로
- 공동제작: 파비오 콘버시
- 공동제작: 모리지오 코폴레치아
- 라인프로듀서: 제나로 포미사노
- 협력프로듀서: 스테파노 마센지
- 미술: 리노 피오리토
- 세트: 알레산드라 무라
- 분장: 알도 시그노레티
- 의상: 다니엘라 시안시오
- 배역: 애너 마리아 삼부코